# Ольшанка (Лосицький повіт)
Ольшанка (пол. Olszanka) — село в Польщі, у гміні Ольшанка Лосицького повіту Мазовецького воєводства. Населення — 360 осіб (2011).

## Історія
За даними етнографічної експедиції 1869—1870 років під керівництвом Павла Чубинського, у селі проживали лише греко-католики, які розмовляли українською мовою.
У 1975—1998 роках село належало до Білопідляського воєводства.

## Демографія
Демографічна структура станом на 31 березня 2011 року:
|          | Загалом | Допрацездатний вік | Працездатний вік | Постпрацездатний вік |
| -------- | ------- | ------------------ | ---------------- | -------------------- |
| Чоловіки | 183     | 43                 | 123              | 17                   |
| Жінки    | 177     | 40                 | 100              | 37                   |
| Разом    | 360     | 83                 | 223              | 54                   |